# Manuela (telenovela)
Manuela è una telenovela italo-argentina, andata in onda per la prima volta tra il 1991 ed il 1992 su Rete 4 in prima serata con protagonista Grecia Colmenares (alle prese con un doppio ruolo), affiancata da Jorge Martínez.

## Trama
Conclusi gli studi in un prestigioso college di Los Angeles, Isabel Guerrero torna a Buenos Aires dall'anziana madre Madame Guerrero. Sul volo per Buenos ritrova Francesco Salinas, un facoltoso uomo d'affari conosciuto pochi giorni prima, invaghitosi di lei.
Giunta a casa, Isabel apprende di non essere figlia di Madame Guerrero bensì di Miranda, la governante di casa, sedotta e abbandonata da un suo compaesano in Sicilia. Ripudiata dalla sua stessa famiglia, Miranda emigrò in Argentina e venne accolta da M.me Guerrero che, sola e senza figli, si propose di allevare la bambina come sua. Miranda accettò a condizione di poter svelare la verità alla figlia al compimento dei suoi studi. Isabel, abituata a una posizione sociale prestigiosa, respinge Miranda e rifiuta di accettare la realtà. La sensazione di essere stata ingannata porta Isabel a provare un cieco e profondo rancore anche verso M.me Guerrero che, addolorata, finisce per aggravarsi e morire in pochi giorni.
Nel frattempo anche il padre di Isabel, Corrado Verezza, è emigrato in Argentina, alleva cavalli e si è sposato con Marcella da cui ha avuto una figlia, Manuela. 
Isabel scopre di essere in bancarotta. Spinta da Miranda e dal terrore della povertà, accetta la proposta di matrimonio di Francesco Salinas che nel frattempo aveva continuato a corteggiarla. Proprio per questo motivo, Francesco si scontra con Emilio Acosta, eterno spasimante di Isabel. 
Durante il periodo di fidanzamento, Isabel e Francesco conoscono casualmente Corrado a un circolo ippico: padre e figlia, ignari del loro legame,  provano un'immediata simpatia reciproca, al punto che Isabel invita Corrado al matrimonio che si terrà di lì a pochi giorni. L'uomo accetta ma non potrà presenziare alla cerimonia dovendo correre a casa per un improvviso malessere di Manuela. Francesco e Isabel convolano a nozze e durante la loro luna di miele, Miranda si impone come nuova governante di casa Salinas. 
Dieci anni dopo, Isabel scopre di essere sterile e di non poter così realizzare il sogno di Francesco che da anni le chiede insistentemente dei figli. Miranda convince Isabel a nascondere la verità al marito e con l'aiuto dell'avvocato Pintos (ex avvocato di M.me Guerrero) riesce a ricattare il dottor Villa che ha in cura Isabel costringendolo a falsificare le analisi di Francesco in modo da fare risultare lui sterile. Isabel, pur sentendosi in colpa verso il marito, non riesce a sottrarsi all'ascendente che Miranda ha su di lei e, per convenienza, accetta il piano. Il dolore è molto grande per Francesco che inizia a bere eccessivamente e ad allontanarsi sempre di più dalla moglie. In breve il matrimonio fra i due entra in crisi.
Nel frattempo Manuela è cresciuta diventando straordinariamente identica a Isabel, il suo carattere però è completamente opposto a quello della sorellastra. L'eccezionale somiglianza fisica rievoca casualmente in Corrado il ricordo della ragazza conosciuta dieci anni prima a Buenos Aires. Sospettando che si tratti della figlia che ha abbandonato, si mette sulle sue tracce.
Giunto a casa Salinas, Corrado ritrova Miranda e pretende di incontrare sua figlia, quando se la ritrova davanti però non ha il coraggio di dirle nulla. 
Tornato a casa, Corrado vorrebbe rivelare a Manuela l'esistenza di Isabel ma non fa in tempo perché viene colto da infarto e muore invocando la figlia lontana senza che Manuela, affranta dal dolore, capisca nulla delle sue parole. 
Per risollevarsi dalla morte del padre, Manuela decide di fare un viaggio a Roma per raggiungere Rudy, suo cugino innamorato da sempre di lei. Sull'aereo la ragazza incontra Francesco che rimane ovviamente colpito dalla straordinaria somiglianza con Isabel.
Arrivati a Roma, Francesco inizia a corteggiare Manuela alla quale però nasconde di essere sposato. I due iniziano a frequentarsi e intrecciano una relazione.  
Nel frattempo, Isabel si reca a Madrid per curarsi dal lupus heritematosus che la sta deturpando a poco a poco contribuendo a peggiorare il suo stato d'animo. Raggiunta da Emilio, Isabel scopre che Francesco la sta tradendo e si precipita a Roma. Nella stanza di suo marito trova proprio Manuela che fugge disperata sia per l'inganno di Francesco sia a causa delle dure parole di Isabel.
Quest'ultima dal canto suo, è scossa dalla somiglianza tra lei e l'amante di suo marito ma è fermamente decisa a cancellare il ricordo di Manuela in Francesco. Decide così di usare la sua malattia per legare a sé il marito facendogli credere di essere in pericolo di vita.  I due coniugi rientrano dunque a Buenos Aires dove Isabel si sottopone a ulteriori accertamenti.
Nel frattempo Manuela scopre di essere incinta ma perde il bambino a causa di un incidente. Tornata a casa, decide di dimenticare Francesco accettando la proposta di matrimonio di Rudy.
Isabel e Francesco danno una seconda possibilità al loro matrimonio e partono per una seconda luna di miele in barca. Durante il viaggio il motore ha un guasto e i due vengono travolti da un'imbarcazione. Francesco viene immediatamente salvato mentre si perde ogni traccia di Isabel che viene ritrovata giorni dopo, sulla riva del fiume, da Manolo e Juanita, due coniugi malintenzionati che la trascinano alla loro baracca per privarla dei gioielli che ha indosso. Isabel è sopravvissuta ma nell'incidente il suo viso è stato sfigurato dalle eliche della barca così da renderla mostruosamente irriconoscibile.
Juanita e Manolo litigano violentemente per spartirsi i gioielli, durante la colluttazione la donna finisce in acqua con addosso la collana e l'anello di Isabel. Il corpo, viene ritrovato giorni dopo in avanzato stato di decomposizione e perciò irriconoscibile. A causa dei gioielli si crede che esso sia il cadavere di Isabel che quindi viene dichiarata morta. Isabel nel frattempo viene accolta dalla guaritrice Zaira che a poco a poco la rimette in sesto senza poter però fare nulla per il suo viso. 
Francesco che non ha mai dimenticato Manuela decide di rintracciarla per chiederle di sposarlo. Arrivato in paese, proprio mentre si sta celebrando il matrimonio di Manuela e Rudy, interrompe la cerimonia. Rudy tenta di cacciarlo e tra i due scoppia una rissa. 
Con grande disappunto di sua madre Marcella, Manuela se ne va con Francesco. I due si sposano lungo il tragitto verso villa Salinas. Per la nuova signora Salinas inizia un periodo difficile: la scoperta della somiglianza fra lei e la "defunta" moglie di Francesco è un autentico shock, anche perché i presenti (accorsi per festeggiare gli sposi) credono di trovarsi di fronte al fantasma della prima signora Salinas.
Nei giorni successivi, Manuela vive un impietoso quanto inevitabile confronto con Isabel da parte della sorella, degli amici di Francesco e della servitù. Solo Gabriella, la zia paterna di Francesco, prova un'immediata simpatia per lei (proprio perché caratterialmente opposta a Isabel). Grazie al suo buon cuore e alla sua dolcezza Manuela finisce per conquistare tutti.
Miranda è l'unica a non aver accettato la morte di Isabel né tantomeno l'arrivo di Manuela in casa Salinas tanto più che, venendo a sapere il cognome da nubile della nuova padrona di casa, capisce di trovarsi di fronte alla sorellastra di sua figlia.
Isabel, ristabilitasi, scopre di essere sfigurata cadendo nella più totale disperazione. Leggendo poi sui giornali la notizia della sua morte decide di tornare a casa, intenzionata fermamente a riprendere il suo posto accanto al marito. 
Rientrando a villa Salinas in piena notte, Isabel scorge Manuela nel salone di casa e si nasconde. Non volendo mostrarsi a Francesco nelle sue condizioni, si palesa alla sola Miranda che inizialmente stenta a riconoscere sua figlia in quella donna il cui volto è nascosto da una maschera inquietante.
Isabel apprende quanto accaduto durante la sua assenza. Quando scopre che Manuela è la sua sorellastra finisce per odiarla ancor più ferocemente: ella è l'usurpatrice che le ha sottratto marito e posizione sociale, non ultimo è lo specchio di ciò che lei era un tempo e ha potuto godere dell'amore del loro padre.
Per Isabel dunque si apre una missione: annientare Manuela in ogni modo possibile e riprendere successivamente il suo posto come moglie di Francesco. Miranda nasconde la figlia nella sua vecchia stanza matrimoniale (che Francesco aveva fatto chiudere dopo l'arrivo di Manuela). Da qui, Isabel (con Miranda come strumento) attua una serie di espedienti per portare Manuela alla pazzia: le telefona palesandosi come Isabel Salinas, le fa trovare i suoi effetti personali in camera da letto, facendo risuonare il suo carillon lungo i corridoi la attira di notte nel salottino dove ora si trova il suo ritratto, terrorizzandola.
Per Manuela inizia un vero e proprio tormento, aggravato dal fatto che Francesco non le crede e che sia lui sia la famiglia inizino a pensare che ella sia mentalmente instabile. Teoria che viene confermata quando Manuela, sobillata dalle melliflue lusinghe di Miranda, si presenta alla festa di compleanno del marito con indosso il memorabile abito indossato anni prima da Isabel al suo primo ingresso in casa Salinas.
Manuela, ormai profondamente scossa, necessita di riposo e tranquillità, motivo per cui Leonardo (psichiatra e sincero amico di Francesco) le prescrive dei barbiturici. Isabel ne approfitta: lei stessa, entra di soppiatto nella stanza e riempie il bicchiere di Manuela con l'intero contenuto del flacone.
Credendo che la moglie abbia tentato il suicidio, Francesco decide di ricoverarla in una clinica psichiatrica ma Manuela riesce a scappare prima dell'arrivo degli infermieri e si nasconde in un convento.
Dopo giorni di ricerche Francesco rintraccia Manuela e la supplica di ritornare a casa ma lei non intende tornare finché il ricordo di Isabel permeerà villa Salinas. Pur di riaverla con sé, Francesco ne accetta le condizioni: eliminare ogni traccia di Isabel dalla casa e licenziare Miranda. I due si ricongiungono e decidono di tornare in Italia per un viaggio. 
Intanto Isabel riesce a far recapitare a Francesco un testamento da lei sottoscritto a favore di Miranda, così che quest'ultima possa riscattare una grossa somma di denaro dall'eredità. 
Con quel denaro e con la complicità di Miranda ed Emilio, Isabel si ricovera in una clinica sotto il falso nome di Anais Acosta per sottoporsi a un delicatissimo intervento di plastica facciale. A causa del lupus del quale Isabel già soffriva, l'operazione fallisce: Isabel, impaziente di scoprirne l'esito, disfa la fasciatura la notte prima della sua dimissione e scopre con orrore la verità. 
Ormai senza speranze, Isabel non vuole comunque rinunciare alla vendetta: avvicinata una paziente uxoricida sottoposta allo stesso tipo di intervento, stringe con essa un patto di sangue. La donna perpetrerà la vendetta al suo posto facendosi passare per Isabel anche agli occhi di Miranda ed Emilio, quindi si introdurrà a casa Salinas sotto la falsa identità di Anais, una scrittrice in cerca di ospitalità. 
La donna, aiutata da una voce simile a quella di Isabel, non trova difficoltà a convincere Miranda ed Emilio e, con l'aiuto di quest'ultimo, riesce a soggiornare in casa Salinas. Isabel si rifugia in una casa abbandonata di periferia da dove pilota la sua complice. Rimasta sola con il suo odio, costretta a un isolamento questa volta senza fine, Isabel perde a poco poco la ragione.
Nel frattempo Manuela e Francesco rientrano dal loro viaggio in Italia e si apprestano a ricominciare una vita insieme ma la felicità è breve: Manuela organizza una festa promettendo una straordinaria sorpresa per suo marito e per tutti i Salinas. Durante la serata annuncia a tutti la sua gravidanza provocando un imbarazzo generale. Francesco, furente, mostra a Manuela le analisi che certificano la sua sterilità; a nulla servono le spiegazioni di Manuela che a questo punto rivela anche la sua gravidanza precedente a Roma. Francesco, convinto che ella lo abbia tradito con Rudy, la schiaffeggia e la caccia via di casa.
Manuela, incredula e affranta, trova ospitalità da Dorothy, una sua amica artista. Per ordine di Isabel Anais comincia a drogare Francesco con un veleno sottratto alla guaritrice Zaira; quest'ultima inizia a ricattare Miranda, Emilio e Anais chiedendo denaro in cambio del suo silenzio. Emilio e Anais si recano da Zaira ma quando quest'ultima sta per rivelare ad Emilio che Isabel non è Anais, costei la pugnala così da chiuderle la bocca per sempre. Prima di morire la vecchia guaritrice riesce a parlare con Manuela e, pur in agonia, le fornisce alcuni indizi che la portano a dubitare della morte di Isabel.
Emilio, scosso dalla spietatezza di Anais, sopraffatto dai suoi intrighi, minaccia di raccontare tutto a Francesco. Anais si lascia pedinare da Emilio e lo attira fino alla casa abbandonata in cui si nasconde Isabel, qui Emilio viene brutalmente assassinato dalle due donne.
Su rivelazione della madre di Manuela, Francesco scopre che Manuela e Isabel sono sorellastre e che quest'ultima è figlia di Miranda che, dopo la rottura definitiva tra Francesco e Manuela, era stata riassunta in casa Salinas. 
Manuela continua a seguire gli indizi lasciati da Zaira: in carcere, Manolo le rivela di aver soccorso una donna, in fin di vita sul fiume, con il volto sfigurato e alcuni gioielli addosso; stando poi alla data di arresto di Manolo, si scopre che è lo stesso periodo in cui Isabel e Francesco avevano avuto l'incidente sul fiume. Manuela va inoltre alla clinica dove sarebbe avvenuta l'operazione di Isabel: qui scopre che una donna ricoverata con il nome di Anais Acosta, ha subito un'operazione portando con sé la foto di una donna identica a lei. 
Ormai convinta che Anais e Isabel siano la stessa persona, Manuela si precipita a casa Salinas e rivela tutto quanto a Francesco che nonostante tutto, continua a non crederle. Nello stesso momento, la polizia giunge sul posto e arresta Anais per l'omicidio di Emilio. 
Manuela, delusa da Francesco, parte per Genova ormai decisa ad abbandonare la ricerca della verità per pensare solo alla creatura che porta in grembo. Proprio quello stesso giorno, il dottor Villa (rimasto improvvisamente vedovo e solo) decide di confessare a Francesco il piano architettato sulla sua falsa sterilità. Francesco, incredulo, addolorato e improvvisamente consapevole dell'innocenza di Manuela, aggredisce il medico il quale confessa la responsabilità di Miranda e Isabel. Francesco che a questo punto inizia a sospettare che anche le indagini di Manuela su Isabel abbiano fondamento, si precipita in camera della sua governante per costringerla a confessare quanto accaduto realmente a Isabel. Qui però trova Miranda improvvisamente impazzita e farneticante: nel suo delirio la donna confessa che sua figlia è ancora viva, che è vissuta in incognito per lungo tempo in casa Salinas e che, dopo l'operazione, si nasconde sotto il falso nome di Anais. Francesco, ricordando quanto accaduto a Manuela, corre disperato all'aeroporto per fermarla ma quando arriva l'aereo è già decollato. 
Quella stessa notte Isabel decide di tornare a casa Salinas per uscire allo scoperto: indossato l'abito del suo fidanzamento, appare a Francesco il quale in un primo momento la confonde con Manuela. Quando Isabel gli mostra le orribili cicatrici sul viso, Francesco capisce di trovarsi di fronte alla sua prima moglie. Isabel gli annuncia di essere tornata per restare con lui per sempre ma in realtà nasconde un pugnale nella cintola del vestito. Mentre Francesco sta per essere ucciso, un colpo di pistola ferisce Isabel alle spalle... Miranda, in preda alla follia, ha sparato alla sua stessa figlia. Isabel, morente tra le braccia di Francesco, si rivolge a Miranda chiamandola "mamma" per la prima e unica volta nella sua vita ma la madre, ormai impazzita, non le dà peso. 
In base al patto di sangue stipulato con Isabel, Anais si toglie la vita in prigione. Miranda viene internata in manicomio. Francesco raggiunge Manuela a Portofino e i due si riappacificano.

## Produzione e distribuzione
Co-prodotta nel 1991 dalla Crustel S.A. e da Reteitalia, nel formato originario la telenovela è composta da 228 puntate. Gli attori protagonisti sono Grecia Colmenares e Jorge Martínez.
In Argentina, il Paese con produzione maggioritaria, il serial venne trasmesso in prima visione da Canal 13 nel day-time dal lunedì al venerdì alle 15.00. In Italia invece la prima puntata andò in onda in prima serata su Rete 4 dal 29 aprile 1991 alle 21.30, fino al 6 dicembre 1992 in un formato ridotto di 193 puntate.
Manuela, vagamente ispirata ai romanzi L'intrusa di Carolina Nabuco e Rebecca, la prima moglie di Daphne du Maurier, è stata una delle prime telenovelas sudamericane ad essere state trasmesse anche in Russia, dopo il crollo dell'Unione Sovietica, con grande successo tanto che la Colmenares divenne molto popolare in quella nazione. L'attrice venezuelana amò molto questa telenovela, in quanto le diede per la prima volta la possibilità di interpretare anche un ruolo da antagonista.
In seguito, la telenovela è stata replicata sia da alcune emittenti televisive locali e poi da Lady Channel, il canale della piattaforma Sky Italia dedicato alle telenovelas, nel 2008. Nel 2012 è stata ritrasmessa da Vero Capri. 
Le musiche originali sono di Angel Mahler e quelle italiane di Stelvio Cipriani. La sigla italiana e quella originale sono entrambe cantate da Pablo Olvidas, che interpreta una cover del brano Manuela lanciato da Julio Iglesias.
I nomi di alcuni personaggi sono stati modificati nel doppiaggio italiano; il protagonista maschile Fernando nella versione italiana si chiama invece Francesco, mentre l'antagonista Bernarda è divenuta Miranda. I nomi di alcuni personaggi secondari, Mercedes, Benigno, Padre José, Teresa, Silvina, Elena, Gabriela, Jacinta, Amalia, Adelaida, Rosario, Julio, Urbano, Chela e Carlota sono stati infine cambiati in Marcella, Bernardo, Padre Giulio, Marina, Silvia, Elisa, Gabriella, Zaira, Amelia, Adelaide, Rossella, Giulio, Ulderico, Caterina e Carlotta.
Rispetto a molte altre produzioni dello stesso genere, in questa telenovela si assiste alla genesi di quelli che sono i personaggi antagonisti, in questo caso Miranda e Isabel, che invece all'inizio della storia sono le protagoniste vittime delle circostanze e prive della componente negativa che le distingue invece più avanti, viene meno quindi il marcato dualismo tipico del bene e del male che caratterizza altre opere.
Manuela ha vinto il Telegatto nella categoria Miglior telenovela nel 1992.
In seguito all'ottimo riscontro di pubblico ottenuto, Fininvest e Crustel co-produrranno l'anno seguente un'altra telenovela, Micaela, che però non riuscì ad ottenere lo stesso successo.